# Dheva Anrimusthi
Dheva Anrimusthi (* 5. Dezember 1998 in Kuningan, Jawa Barat) ist ein indonesischer Badmintonspieler. Er startet im Parabadminton in der Startklasse SU5 im Einzel und Doppel. Anrimusthi strebt die Teilnahme an den Sommer-Paralympics 2020 an.

## Sportliche Laufbahn
Der in der Armmotorik beeinträchtigte Dheva Anrimusthi begann im Alter von neun Jahren mit dem Parabadminton. Im Badminton-Wettbewerb der Para-Asienspiele 2018 gewann Dheva Anrimusthi das Einzel-Finale gegen seinen Landsmann Suryo Nugroho. Im rein indonesischen Doppelfinale besiegten Amrimusthi und Hafizh Briliansyah Prawiranegara das Duo Suryo Nugroho und Oddie Kurnia Dwi Listiant Putra in drei Sätzen. Eine weitere Goldmedaille gewann Anrimusthi im Teamwettbewerb. Auch bei der Badminton-Weltmeisterschaft für Behinderte 2019 in Basel entschied Anrimusthi das Einzel-Finale gegen Nugroho für sich. Im Doppel besiegte er mit Hafizh Briliansyah Prawiranegara das chinesische Duo Zhiroi He und Shengzhuo Shi.